# 达默
达默（荷蘭語：Damme，荷蘭語發音：[ˈdɑmə] ⓘ）是比利时弗拉芒大區西佛兰德省布魯日區的一座城市，位于布魯日东北，东临东佛兰德省，东北与荷兰泽兰省接壤，通行荷蘭語，是弗拉芒社群的一部分，面积90.36平方千米，人口11,008人（2018年1月1日）。